# Codes et lois du Congo belge
Les Codes et lois du Congo belge regroupent l’ensemble des dispositions législatives adoptées durant la colonisation du Congo. Cet ouvrage est rédigé par Pierre Piron et Jacques Devos en 1959. Il se subdivise en trois tomes. Le premier tome est dédié aux matières civiles, commerciales et pénales. Le deuxième tome, à l’organisation administrative et judiciaire. Enfin, le troisième tome est consacré aux matières sociales et économiques . 

## Contexte historique
L’histoire du Congo belge, comme celle des autres anciennes colonies commencent à la Conférence de Berlin, qui a eu lieu du 15 novembre 1884 au 24 février 1885. Lors de cette conférence, les puissances occidentales ont tracé les frontières qui consacrent la division de l’Afrique actuelle. En se partageant ces États, les puissances occidentales avaient un but civilisateur et philanthropique.
À la suite de cela, le territoire congolais a été attribué au roi Léopold II et devient l'État indépendant du Congo (EIC). Cependant, bien qu’on ait reconnu l’appartenance de cet État au roi des Belges, la conférence approuve un acte imposant la liberté de commerce dans le bassin du Congo.  
En 1885, Léopold II devient à la fois roi des Belges et souverain dans sa colonie. Pour la gestion de cette dernière, le souverain a mis en place des dispositions normatives capables de diriger le pays à distance. Ainsi, plusieurs droits ont été reconnus aux indigènes, ce qui a abouti à la codification des droits civils (1891) et pénaux (1886). 
À sa mort, en 1908, le souverain a décidé de céder la gestion de l'État indépendant du Congo à la Belgique. Par cet acte, le Congo cesse d’être une propriété privée et devient une colonie belge. Le gouvernement belge adopte la Charte coloniale qui définit le mécanisme de la gestion de la colonie. Par la suite, plusieurs lois ont également été adoptées dans divers domaines, tels que le code de commerce, le code administratif et judiciaire, ainsi que les lois sociales et économiques du Congo Belge. Le gouvernement a exercé de la sorte, jusqu’au 30 juin 1960, date de l’accession du Congo à l’indépendance et à la souveraineté internationale.

## Philosophie des Codes et lois
Les Codes et lois du Congo belge se sont grandement inspirés des lois belges, elles-mêmes influencées par la philosophie des lumières. L’idée est de rédiger des normes suffisamment claires et accessibles à tous les citoyens. 
Cependant, ces les lois ne s'appliquent pas à tous, elles n'ont pas de force erga omnes. Certaines lois sont réservées aux belges et d’autres spécifiquement aux indigènes. Notamment le chapitre II de la Charte coloniale qui s’intitule « des droits des belges, étrangers et des indigènes »,.

## Matières civiles, commerciales et pénales

### Charte coloniale
Léopold II signe la loi approuvant la cession du Congo à la Belgique le 18 octobre 1908. L’organisation de cette colonie est réglée par la « loi sur le gouvernement du Congo belge », plus communément appelée, la Charte Coloniale qui formalise la reprise du Congo par la Belgique.   
En 1901, un projet de loi relatif au gouvernement du Congo belge fonde son objectif sur des bases durables du droit public colonial de la Belgique; « il est destiné à devenir en quelque sorte la charte des colonies ». Cette loi fixant le mode de gouvernement  du Congo belge est fondée sur l’article 1er, alinéa 4 ancien de la Constitution : « Les colonies, possessions d’outremer ou protectorats que la Belgique peut acquérir, sont régis par des lois particulières ». 
L’introduction de cette Charte, fait de ce pays une colonie belge dès le 15 novembre 1908 jusqu’au 30 juin 1960, à la déclaration de son indépendance. Tout comme la Constitution belge, la loi du 18 octobre 1908 reprend les matières suivantes : les droits publics, les taxes et impôts, les budgets et les comptes, les emprunts, Ie contingent, les traités et les relations extérieures, les incompatibilités et Ie sort de la législation antérieure.  
Sur le plan juridique, on ne peut pas considérer que c’est une Constitution puisqu'il s'agit d'une loi ordinaire adoptée par le parlement belge à la majorité simple. Néanmoins, par son contenu, elle reste très similaire à la Constitution. En d'autres termes, elle n’a pas de portée supra-législative et peut être modifiée par le législateur. De plus, elle n'a ni été adoptée selon les règles exigées en Belgique pour les normes constitutionnelles, ni été approuvée démocratiquement par les habitants du Congo. C’est pour cela que cette loi fondamentale est appelé « la Charte coloniale ». 
Toutefois, l’élaboration de cette Charte a tout de même la volonté de conférer une valeur particulière, en faire une base ferme et durable du régime congolais. Cette loi confie un large pouvoir législatif au Roi et en fait également le chef du pouvoir exécutif. Mais elle prévoit aussi qu'aucun acte du Roi ne peut avoir d'effet s'il n'est contresigné par un ministre qui, de ce fait, s'en rend responsable.
| Chapitre     | Intitulé                                              |
| ------------ | ----------------------------------------------------- |
| Chapitre Ier | De la situation juridique du Congo belge              |
| Chapitre II  | Des droits des belges, des étrangers et des indigènes |
| Chapitre III | De l'exercice du pouvoir                              |
| Chapitre IV  | Du ministre des colonies et du conseil colonial       |
| Chapitre V   | Des relations extérieures                             |
| Chapitre VI  | Dispositions légales                                  |

### Code civil
Avant la Conférence de Berlin, le droit civil congolais est régi par les us et coutumes. Durant l’Etat indépendant du Congo, ce dernier devient un droit écrit avec comme objectif de reconnaitre certains droits aux indigènes. Les premiers actes qui touchent les matières civiles datent du 12 novembre 1885, du 30 juillet 1886 et du 5 janvier 1888. Ces décrets traitent essentiellement les matières liées aux personnes.  
Néanmoins, l’ordonnance de l’Administrateur Général du Congo du 14 mai 1886 précise que lorsque « la matière n’est pas prévue par un décret, un arrêté ou une ordonnance déjà promulguées, les contestations qui sont de la compétence des tribunaux du Congo seront jugées d’après les coutumes locales, les principes généraux du droit et de l’équité »,. 
En 1956, l’avocat Antoine Sohier accompagné d’un collectif d’avocats, se penchent sur la question afin de combler les lacunes du droit civil. En effet, « la nécessité s'est fait profondément sentir d'un corps complet de droit civil, où les problèmes sont envisagés directement et totalement en rapport avec les caractéristiques de la vie au Congo, sa population, sa situation, ses principes et ses textes juridiques propres ».  
Cette collaboration aboutit à la publication de trois tomes qui traitent successivement des personnes et de la famille, des contrats et obligations, de la personnalité juridique, des biens et les différentes modifications de la propriété, de la transmission de la propriété immobilière, des engagements qui se forment sans convention, des droits intellectuels et enfin, du régime hypothécaire.
| Livre     | Intitulé                                                   |
| --------- | ---------------------------------------------------------- |
| Livre Ier | Des personnes                                              |
| Livre II. | Des biens et des différentes modifications de la propriété |
| Livre III | Des contrats ou obligations conventionnelles               |
| Note      | Dispositions complémentaires du Code civil                 |

### Code pénal
Tout comme en matière civile, l'ordonnance du 14 mai 1886 est le texte fondateur en matière pénale. Cette loi applique les principes généraux qui sont reconnus par le droit pénal des Etats civilisés. La Charte coloniale inspire plusieurs dispositions de cette loi, notamment les règles relatives à l'application du droit pénal quant au temps, aux personnes et aux lieux. Néanmoins, cette loi reste muette sur certains sujets. En effet, aucune disposition concernant l'imputabilité pénale, la résolution criminel et le droit de légitime défense ne figure dans la législation congolais. Pour cela, il convient de recourir à la jurisprudence de la colonie. 
Cette ordonnance couplée du droit coutumier restent en vigueur jusqu'à la codification du droit pénal, le 30 janvier 1940. Ce nouveau code a pour but de remplacer progressivement le droit coutumier répressif mais également de doter le Congo belge d'un Code pénal unique et moderne qui s'applique à tous les justiciables. Il s'inspire fortement de la législation pénale belge mais s'en détache par sa simplicité et sa concision. Cette simplicité ressort du petit nombre d'articles qui le composent et de l'absence de certaines notions importantes telles que l'imputabilité des infractions, les causes de justification, les excuses et les récidives. Cependant, cette volonté de concision rend ce texte lacunaire, ce qui laisse une large marge d'appréciation aux cours et tribunaux de la colonie belge.
| Livre     | Intitulé                                             |
| --------- | ---------------------------------------------------- |
| Livre Ier | Des infractions et de la répression en général       |
| Livre II  | Des infractions et de leur répression en particulier |
| Note      | Code pénal militaire                                 |
| Note      | Dispositions complémentaires                         |

### Code du commerce
Lors de la Conférence de Berlin, la liberté du commerce dans le bassin du Congo est l'une des conditions requises par les états signataires pour reconnaitre l'Etat indépendant du Congo. L'acte général de la Conférence de Berlin de 1885 consacre cette condition dans son chapitre 1er intitulé " Déclaration relative à la liberté de commerce dans le bassin du Congo, ses embouchures et pays circonvoisins avec certaines dispositions connexes". Dans la foulée, en 1888, le souverain signe un décret sur les marques de fabrique et de commerce. 
Quelques années plus tard, tous ces instruments en matières commerciales sont codifiés. Ce code reprend les thèmes suivant : commerce et commerçant ;  chèque, faillite et concordat préventif à la faillite ; gage du fonds de commerce, de l'escompte et de la facture commerciale ; lettre de change; société ; transport et commission et warrants. 

## Organisation administrative et judiciaire
Ce code comprend un décret datant du 8 mai 1958 (qui est le résultat des travaux de la Commission) ayant pour but d’étudier les problèmes relatif à la réforme judiciaire. Le projet de réforme déposé par la Commission, a été soumis au Conseil de gouvernement. Il y a introduit plusieurs changements pris en compte dans l’élaboration du projet de décret. 

## Matières sociales et économiques
Concernant la législation sociale, en 1926, il y a un décret réglementant l’apprentissage des indigènes mais plusieurs commissions consultatives de la colonie ont réclamé qu’il fallait élaborer une législation applicable au non-indigènes également. En 1951, l’approbation d’un projet préparé par les services du gouvernement général a vu le jour. Elle concerne l'apprentissage, les louages et services, la sécurité sociale et la protection du travail. 
En ce qui concerne la législation économique, l'Etat du Congo belge s'est inspiré de certains pays européens dans le choix de ses matières. Elle concerne éronautique, l'agriculture, l'alcool, l'alimentation, les animaux, les armes, les bananes, les assurances, le bétail bois et forêts, les boissons alcooliques etc .

## Émancipation des Codes et lois

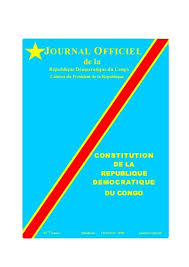
Constitution de la République démocratique du Congo

Le 30 juin 1960, le Congo belge devient un Etat indépendant sur le plan international, on parle alors de République démocratique du Congo. Plus tard, de 1971 à 1997, il devient le Zaïre. Enfin, depuis 1997, il redevient une République démocratique du Congo.      
Les bases législatives utilisées durant la période de la colonisation (Charte coloniale, code civil, code pénal) sont très similaires à la législation actuelle de la République démocratique du Congo. En ce qui concerne notamment la Charte coloniale du Congo belge, malgré quelques évolutions et modifications, celle-ci reste fort proche de la Constitution congolaise, certains titres sont semblables. Le code pénal du Congo belge présente aussi des similarités avec le code pénal actuel de la République démocratique du Congo. En effet, le livre I : Des infractions et de la répression en général et le livre II : Des infractions et de leur répression en particulier se retrouve dans les deux codes.          

### Législation
- Acte général de la Conférence de Berlin de 1885.
- Projet de loi sur le gouvernement des possessions coloniales de la Belgique, exposé des motifs, Doc., Ch., 1901, n° 281.

### Ouvrage
- ALCANDRE J.J., « La Conférence de Berlin », Allemagne d'aujourd'hui, 15 novembre 1884 - 26 février 1885.
- J. Devos et P. Piron, Codes et lois du Congo belge, Bruxelles, Larcier, 1959.
- GERARD-LIBOIS J.  et VERHAEGEN B., « Le contentieux belgo-congolais », Courrier hebdomadaire du CRISP, 1965.
- L. Hebette et L. Petit, Les Codes du Congo suivis des décrets, ordonnances et arrêtés complémentaires, Bruxelles, Larcier, 1892.
- E. Lamy et P. De Clerck, L'ordre juridique belge en Afrique centrale, Bruxelles, Académie royale des sciences d'outre-mer, coll. « Recueil d'études », 2004, 447 p..
- Organisation Mondiale de la Propriété intellectuelle, « Le cadre législatif congolais en matière de propriété intellectuelle », sur Wipo ip portail, 2010.
- PIRON P., La colonisation, une belle aventure.
- VANTHMESCHE G., « La Belgique et le Congo. empreintes d'une colonie (1885-1980) », Revue belge de philologie et d'histoire, 2008.
- SENELLE S., Léopold II et la Charte coloniale (1885-1908), De l’État indépendant du Congo à la colonie belge, Wavre, Mols, 2009.
- A. Sohier, « Droit civil du Congo belge, Tome I, II et III », Revue de droit international de droit comparé,‎ 1958.
- STENGERS J., Belgique et Congo : l'élaboration de la Charte coloniale, Bruxelles, La Renaissance du livre, 1963.
- A. Stenmans, Le statut international et les lois fondamentales du Congo, Bruxelles, 2004.
- Droit colonial, vol. 2, Larcier, 1936.

- X., « Les choses se mettent en place », Les Belges, leur histoire ... et celle de leur patrie, la Belgique, 2008.

## Filmographie
- « Le Congo-Belge et le Roi Léopold II explication rapide » (consulté le 11 décembre 2019)